# Zmiïv
Zmiïv (in ucraino Зміїв?; in russo Змиёв?, Zmiëv) è una città ucraina (13 737 abitanti) situata nel distretto di Čuhuïv, nell'oblast' di Charkiv. Ospita l'amministrazione della comunità territoriale di Zmiïv una delle comunità territoriali dell'Ucraina.
Dal 1976 al 1990 la città si chiamava Gitwald (in ucraino Готвальд) in onore del leader cecoslovacco Klement Gottwald. Fino al 18 luglio 2020 Zmiïv è stato il centro amministrativo del distretto di Zmiïv, abolito come parte della riforma amministrativa dell'Ucraina, che ha ridotto a sette il numero dei distretti dell'oblast' di Charkiv. L'area del distretto di Zmiïv è stata fusa nel distretto di Čuhuïv
Zmiïv, posta nella parte orientale dell'Ucraina, fu fondata nel 1604 e nota in passato anche come Změev" (in russo Змѣевъ?) e Zmiev (in russo Змиев?).